# Luís Augusto (cartunista)
Luís Augusto Gouveia (Salvador (Bahia), 3 de fevereiro de 1971 - Salvador (Bahia), 20 de janeiro de 2018) foi um desenhista, escritor e cartunista brasileiro. Era responsável pela série de HQ Fala, Menino!, um grande sucesso dos quadrinhos baianos.

## Biografia
Luís Augusto, como era conhecido, era formado em Arquitetura e Urbanismo pela Faculdade de Arquitetura da UFBA. Ele trabalhou com o cartunista Ziraldo, ajudando a fazer roteiros e desenhos para a revista do Menino Maluquinho da Editora Abril. Em 1989, ele lançou a tira Liu e o Mágico do Sobaco, publicada no jornal A Tarde. Enquanto ensinava em escolas de arte-educação para crianças em Salvador, Luís Augusto recebeu menção honrosa num concurso de quadrinhos na Academia de Artes de São Paulo. Depois de uma breve temporada nos EUA, resolveu voltar para Salvador.
Formou-se em Arquitetura, mas estava mais interessado no universo dos quadrinhos. Preocupado com a falta de diálogo dos adultos com as crianças, e com a falta de abordagem de temas sociais na infância, Luís Augusto criou a série Fala, Menino!, em 1996, cujo protagonista era o menino Lucas, um menino de 10 anos que não sabia falar, mas conseguia transmitir sua mensagem e dialogar com os colegas e amigos. Outros personagens da série foram o cadeirante Caio, o deficiente visual Rafael, o autista Mateus e o hiperativo Leandro. Apesar das limitações físicas, as crianças desempenhavam suas atividades e valorizavam a alegria da infância, mas também traziam mensagens em humoradas que inspiravam reflexões sobre vários problemas humanos.
Diante de um trabalho e um estilo peculiar de desenho e histórias voltados ao público infantil, Luís Augusto recebeu vários prêmios em sua carreira. Entre eles estavam o Troféu HQ Mix de Melhor Álbum Infantil, em 1997, a Menção Honrosa na categoria Trabalhos Gráficos, outorgada pela Unicef, em 1999, e o Troféu Bigorna de Melhor Cartunista do Brasil, em 2008.
Ele era pai adotivo de Ben, que inspirou a última produção do cartunista, Ben e a Bisa, com as histórias de Ben e sua amiga, a menina Bisa. A última tira foi publicada no blog do desenhista, em 17 de janeiro de 2018. Três dias depois, Luís Augusto morreu de infarto, com 46 anos. Seu corpo foi enterrado no cemitério Bosque da Paz, em Salvador.